# Eacles imperialis
Eacles imperialis (лат.) — вид крупных ночных бабочек рода Eacles из семейства павлиноглазок подсемейства Ceratocampinae, называемый также «императорская моль» (англ. Imperial moth).

## Ареал
Eacles imperialis отличается большим разнообразием подвидов и региональных вариантов и встречается от Мексики на юге до Канады на севере и от Скалистых гор на западе по Атлантического побережья на востоке. Ареал типичного подвида E. imperialis imperialis исторически считался от Новой Англии и южной Канады до Мексиканского залива и на запад до Великих равнин. В настоящее время северная граница по невыясненным причинам отступила южнее, но вид часто встречается южнее линии Мэйсона — Диксона. Подвид E. imperialis pini встречается в хвойных и смешанных лесах Новой Англии и в районе Великих озёр до Канады.
На юго-запад и в Мексике вид E. imperialis сменяется на родственный ему вид E. oslari. 

## Описание
Взрослые E. imperialis — крупные бабочки около 10 см, самки крупнее — до 14 см. Крылья — с красно-коричневыми пятнами на жёлтом фоне, причём у самцов более выражены красно-коричневые и розовые цвета. Окраска, однако, характеризуется большим разнообразием. Существует несколько подвидов, типовым является E. imperialis imperialis. 

## Местообитание
Обитает в смешанных и хвойных лесах, в пригородах. Основные деревья, которыми питаются гусеницы: дуб, клён, ликвидамбар смолоносный, сассафрас, берёза, сосна и др.. Подвид E. imperialis pini  питается исключительно на хвойных деревьях. Однако, в условиях искусственного содержания личинки способны питаться практически любой листвой.

## Жизненный цикл
В год появляется одно поколение бабочек.

### Яйца
Самка откладывает желтовато-белые яйца на внутренней стороне листа в кластерах из 2-5 яиц. Личинки вылупляются примерно через две недели, причём за день до появления личинки яйцо становится из матово-жёлтого белым и прозрачным.

### Гусеницы
После выхода из яйца гусеница E. imperialis часто в первую очередь съедает остатки яйцевой оболочки. Первая личиночная стадия занимает несколько дней. В конце каждой стадии гусеница выделяет небольшое количество шёлка на главную прожилку листа и прикрепляется к нему ложными анальными и брюшными конечностями. Смена эктодермы занимает около суток, в течение которых гусеница становится малоподвижной на время аполиза. После выхода из старой эктодермы гусеницы этого вида иногда поедают её как источник белка. Всего гусеница E. imperialis проходит 5 личиночных стадий, причём на 3-й стадии можно наблюдать вариации между гусеницами. Гусеница E. imperialis имеет два основных цветовых варианта: чёрно-оранжевую и зелёно-жёлтую формы. Эти формы также отличаются по цвету головы, выростов, тела и конечностей. К концу 5-й стадии гусеница спускается с дерева на землю в поисках мягкой почвы для окукливания. 

### Куколка
Как и большинство видов этого подсемейства, гусеницы E. imperialis для окукливания зарываются в почву или в лиственную подстилку, где куколки перезимовывают.

### Имаго
Взрослые бабочки появляются раз в год для спаривания и откладывания яиц. На севере ареала они вылетают в середине лета в июне-августе, а в южных регионах с апреля по октябрь. Спаривающиеся бабочки малоподвижны и часто становятся жертвами хищников, особенно енотов.
Взрослые E. imperialis имеют редуцированные ротовые органы и не способны питаться подобно всем павлиноглазкам.
- E. imperialis, самец.
- E. imperialis, самка.
- Вид сбоку.
- Вид спереди.

## Половой диморфизм
Для бабочек характерен половой диморфизм.
Самцы E. imperialis мельче, у них более выражены красно-коричневые пятна на жёлтом фоне, усики — перистые. Самки крупнее, в целом имеют более выраженную жёлтую окраску и задняя часть брюшка шире. 
- E. imperialis, самец.
- E. imperialis, самка.